# Río Freser
El río Freser es un río del nordeste de la península ibérica que discurre por la provincia de Gerona, España. 

## Curso
Nace en el Pirineo, Pico de Bastiments, a 2728 metros de altura, y tiene un recorrido de unos 32 kilómetros. Recoge las aguas de parte de la vertiente mediterránea de la cordillera en la zona gerundense para aportarlas al río Ter, del que es su principal afluente pirenaico.
Pasa por Ribas de Freser, después de que haya recogido el agua de distintos arroyos y se une al Ter en Ripoll.

## Afluentes importantes
- Río de Nuria.[1]
- Río Segadell.[2]
- Río Rigard.
- Río Merdàs.